# 生神女就寝大聖堂 (ヴァルナ)
座標: 北緯43度12分19秒 東経27度54分36秒 / 北緯43.20528度 東経27.91000度

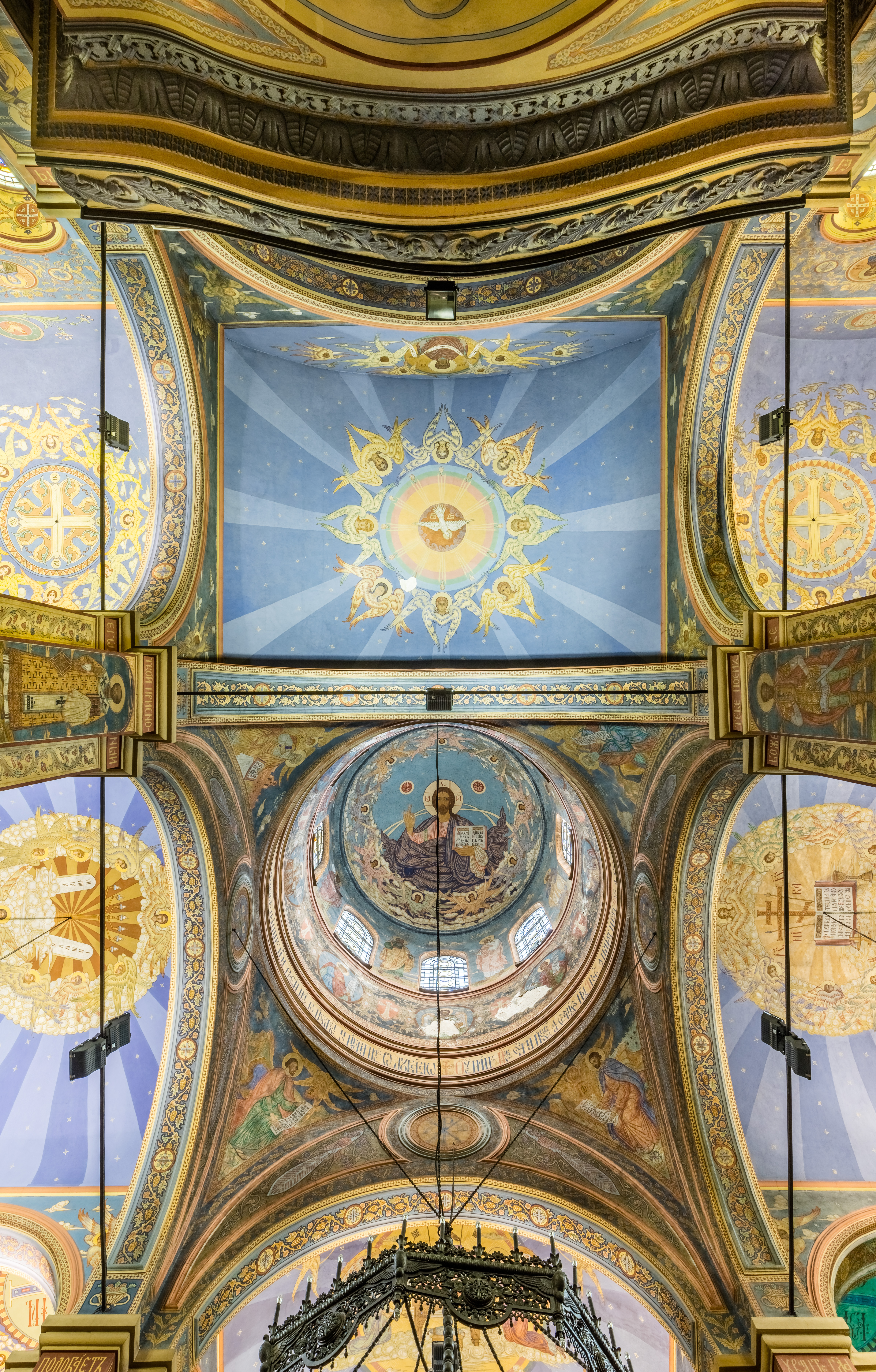
ヴァルナの生神女就寝大聖堂の内観

ヴァルナの生神女就寝大聖堂（しょうしんじょしゅうしんだいせいどう、Катедрален храм "Успение Пресвятия Богородици" or Катедрален храм "Успение Богородично"）は、ブルガリアの黒海沿岸の港湾都市ヴァルナで最大かつ最も有名なブルガリア正教会の大聖堂である。公式には1886年8月30日に開かれた。大聖堂はヴァルナとプレスラフ（en:Preslav）の主教座であり、ヴァルナの象徴的存在の一つである。
生神女（しょうしんじょ）とは正教会における、聖母マリアを指す称号。生神女就寝祭とは生神女の永眠を記憶する祭であり、これを記憶するのが生神女就寝聖堂である。聖母被昇天の教義はカトリック教会のものであり、正教会では「被昇天」の語は用いずあくまで「就寝」との語を用いる。従って当記事で扱う正教会の聖堂に「聖母被昇天聖堂」等の訳を当てるのは誤りである。

## 歴史

### 準備と計画

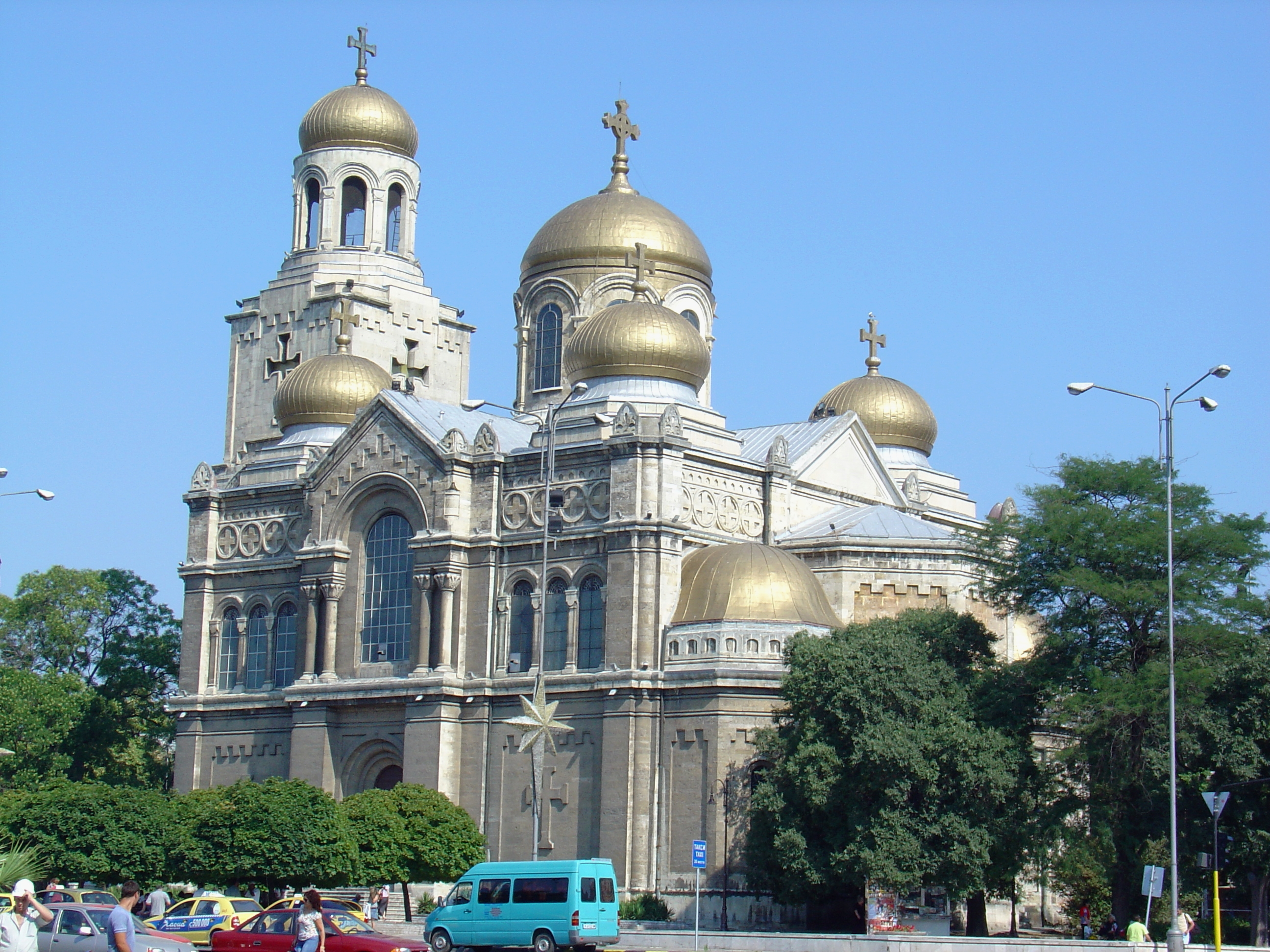
全景

ロシアの公ドンドゥコフ・コルサコフ（en:Dondukov-Korsakov）はヴァルナへ訪問している際、増大する都市の正教会信徒人口に応じた大聖堂の必要性を感じた。府主教シメオンは新教会建設を準備するにあたり、場所の選定をし、資金、材木および建築資材の確保するための委員会を選ぶための集会を招集した。建設には30万から40万フランス・フランが必要であると見積もられ、その大半は自発的な寄附によって賄われる事が期待された。初めに必要な1万5千フランは直ぐに集まったが、ブルガリア政府は計10万レヴァを支給し、2レヴァの宝くじを15万発行した。
当初はヴァルナ周辺からの資材が大聖堂の建築に用いられた。市街の城壁が破壊され石材として集められ、ファサードの資材は付近のリュベン・カラヴェロヴォ（Любен Каравелово / Lyuben Karavelovo）とクマノヴォ（Куманово / Kumanovo）の両村から運ばれ、内部の柱は近辺の石で作られた。外部の窓下の柱はルセの石が運ばれて使われ、アーチには石灰岩の切石が使われた。屋根を覆う銅板と、石材を運び上げるためのエレベーター用の歯車は、イングランドから運ばれた。

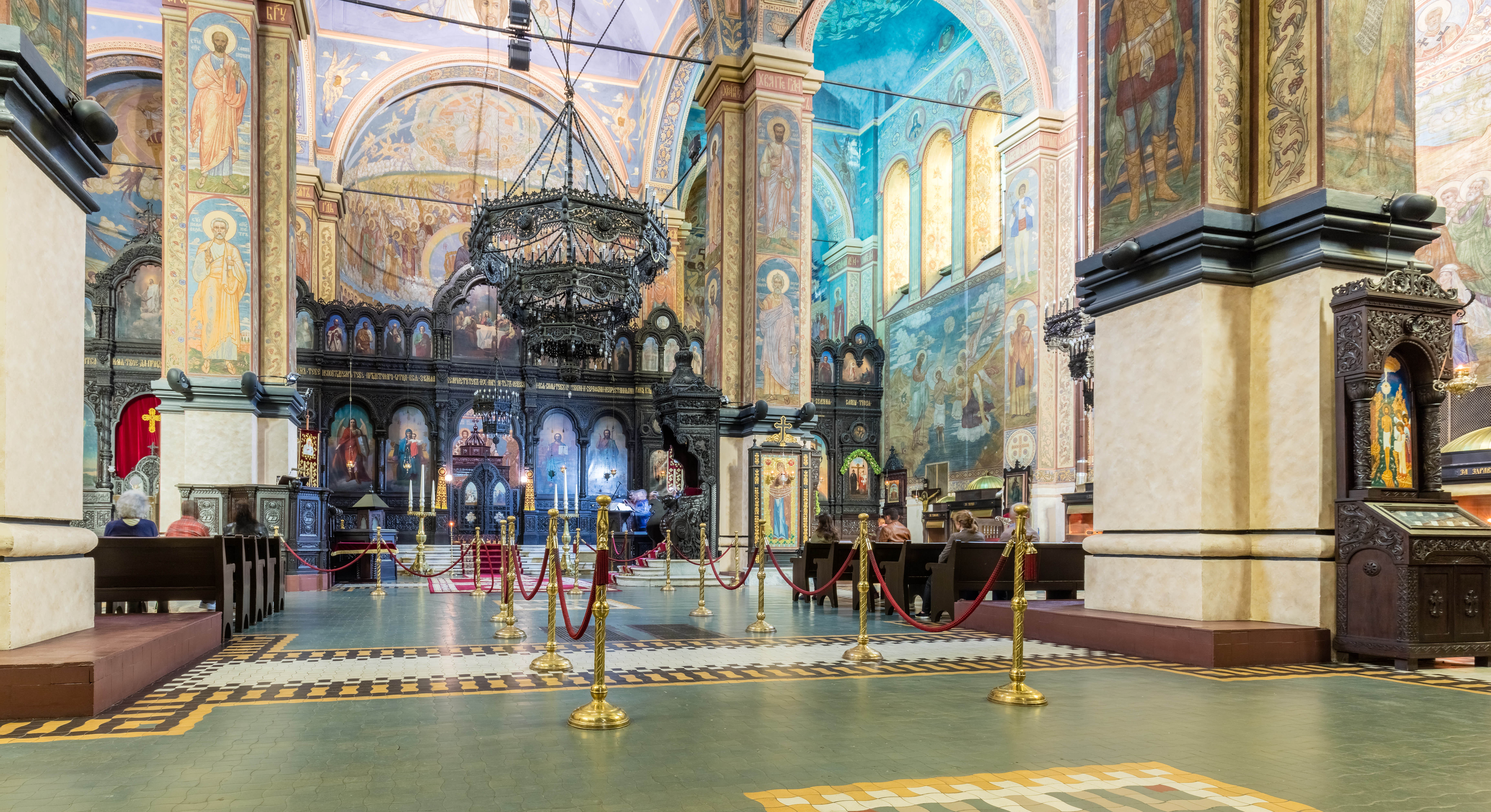
内観

礎石はブルガリア公アレクサンダルにより1880年8月22日に、ブルガリア人とアルメニア人の多数の参祷者を前にした荘厳な式典が行われた後に置かれた。興味深い事に、ブルガリア公アレクサンダルは、3か月以下の刑期を残すのみとなっていた全ての地元の囚人に対して恩赦を発している。
大聖堂の名として選ばれた「生神女就寝」は、ブルガリアの後援者でありブルガリア公アレクサンダルの伯母でもあってその頃永眠した、ロシア皇后マリア・アレクサンドロヴナを記憶するものであった。
最初に選ばれた建設地を公は気に入らず、代わりの建設地として郊外の丘の上を志向した。庭園も整備する事が可能であり、街全体から大聖堂を見る事が出来る場所でもあった。

### 建設
大聖堂の計画は、ペテルゴフにある大聖堂に範をとり、オデッサの建築家マアズの名に拠った。建設は礎石が置かれてから直ちに始められ、以降6年を要した。初めに地元政府は、6千レヴァの契約を建築家と結んだが、すぐにより多くの出費が要求されたため、委員会は計画を建築家から買い取るとともに建設に当たって彼を雇用しない事を決定した。こうした事情により、基礎はマアズの計画に拠っているが、残りの建設計画は地元の建築家であるP. クプカ（Kupka）が策定したものとなっている。
大聖堂は、2つの側廊と35メートル×35メートルの規模によって特徴付けられる3つの身廊を持ち、ドームが交差するバシリカ様式として計画された。大聖堂の正面の至聖所は生神女就寝に捧げられ、北側の至聖所は聖アレクサンドル・ネフスキーに捧げられ、南側の至聖所はミラ・リキヤの奇蹟者聖ニコライに捧げられた。
誰を建築の主体とするかの選定についての議論は1880年の夏に行われたが、ヴェリコ・タルノヴォのコリュ・フィチェト（en:Kolyu Ficheto）との交渉は失敗に終わった。地元の建築家であるヴァシル・イヴァノフが暫定的な案内を受けたが、長期的な調査の結果、ヤンコ・コスタンディ（Yanko Kostandi）が選ばれた。1884年3月15日、委員会はトリャヴナのゲンチョ・カンチェフ（Gencho Kanchev）に建築を委ねた。
大聖堂の建設はその後続けられ、9月に屋根が完成し、教会の最初の奉神礼は1886年8月30日に執り行われた。

### 装飾

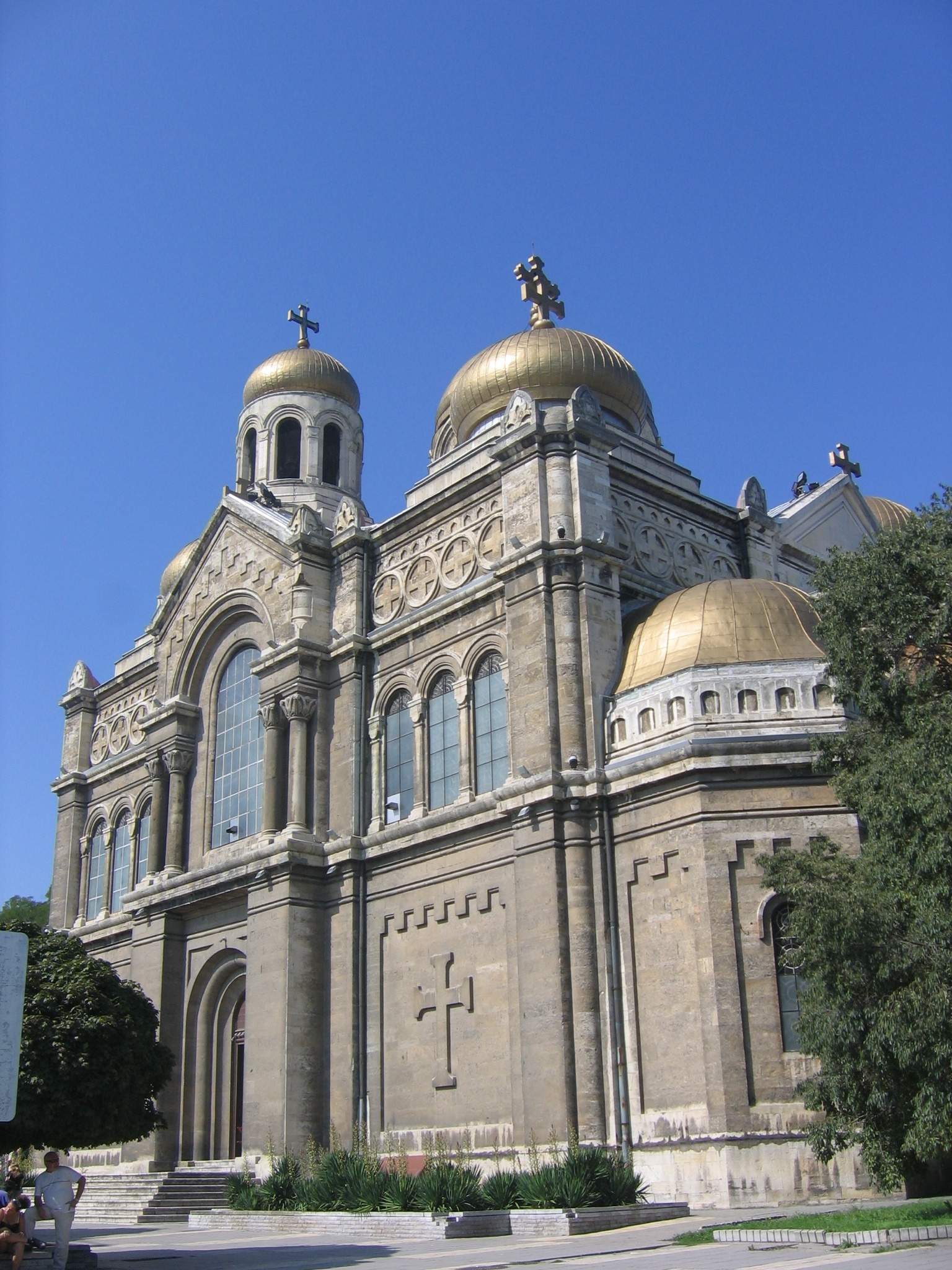
ヴァルナの生神女就寝大聖堂

完成後も内部の装飾は数年間続けられた。主教座はニコ・マヴルディ（Niko Mavrudi）によるものであり、1897年に安置された。イコノスタシスはデバル（en:Debar）のイヴァン・フィリポフによってのちに制作された。分離した鐘楼は建てられない事とされ、ドームの一つが上げられて元の建物の一部が鐘のために変更された。鐘の重さは1.6トンと推定され、「解放者の名誉に」との銘が刻まれている。42枚の小さなイコンと3枚のイコンがニコライ2世からの贈り物として1901年にロシアから運ばれ、1904年に北側中央の扉のために8枚が追加されて贈られた。1911年に大聖堂の床は様々な異なる色のタイルによって覆われ、バルコニーは4年後の1915年に完成した。
38メートルの高さの鐘楼は1941年から1943年の間に建設された。この時期にドームは現在の姿をとるようになり、スチーム式の暖房が入れられ、屋根の構造にも変更が加えられた。はじめ、資材の確保とこれらの修築のスポンサーとなる請負人を見つけるのは困難であった。生神女就寝大聖堂の装飾は拝廊の壁画を寄附したN. ロストフツェフ（Rostovtsev）教授により1949年以降始められた。後に加えられたシャンデリアは木彫師P. クシュレフ（Kushlev）によるものである。
大きな絵入りの窓は1960年代に追加された。キュリロスとメトディオスが大きな南側の窓に描かれ、北側の窓には聖アンゲラリウス（en:St Angelarius）と、オフリドの聖クリメントが描かれている。
銅製のドームは緑青によって損傷を受けていたが、2000年の春に修復されメッキしなおされた。同年、ファサードも修築された。

## ギャラリー

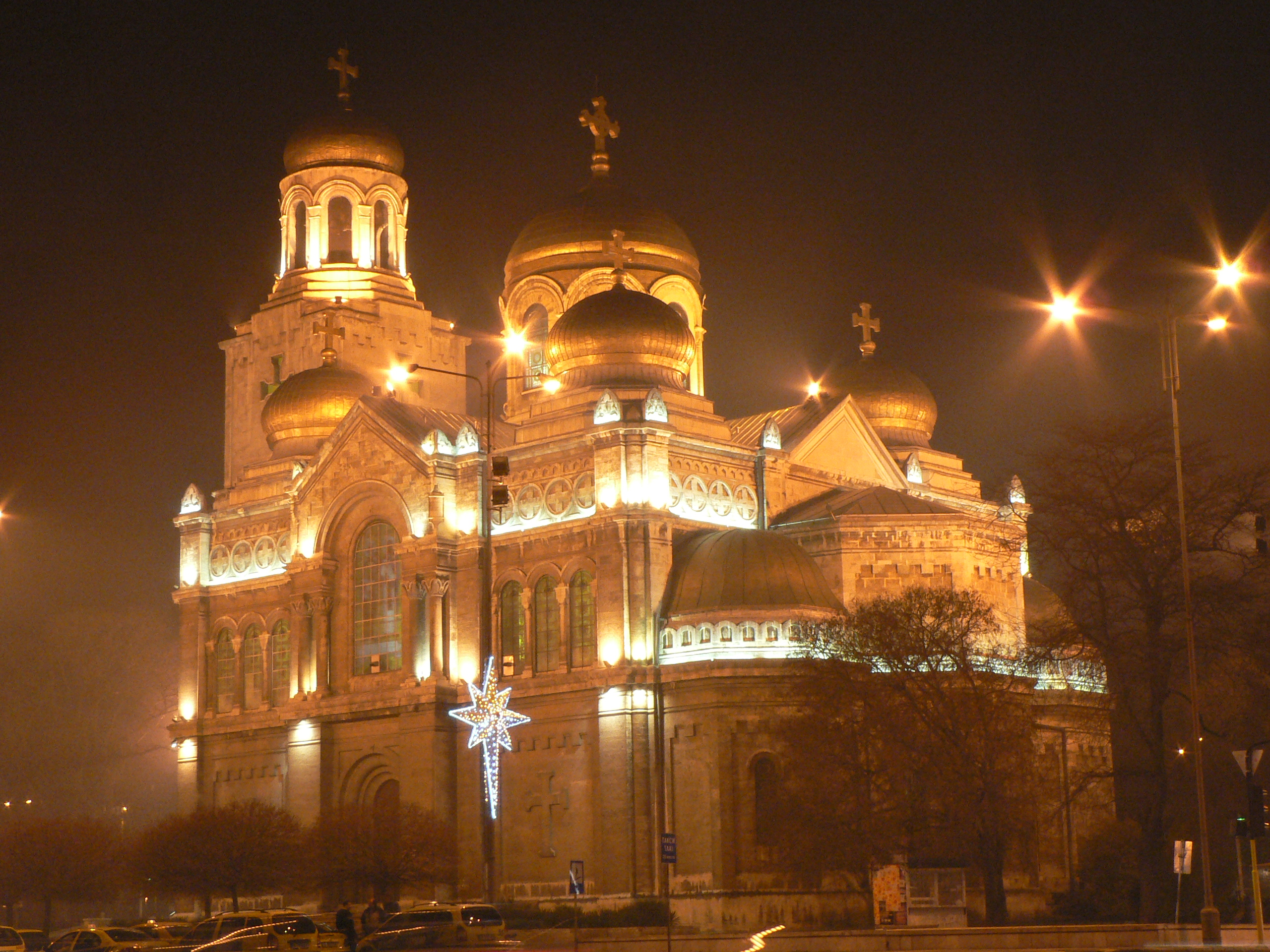
降誕祭時の夜景
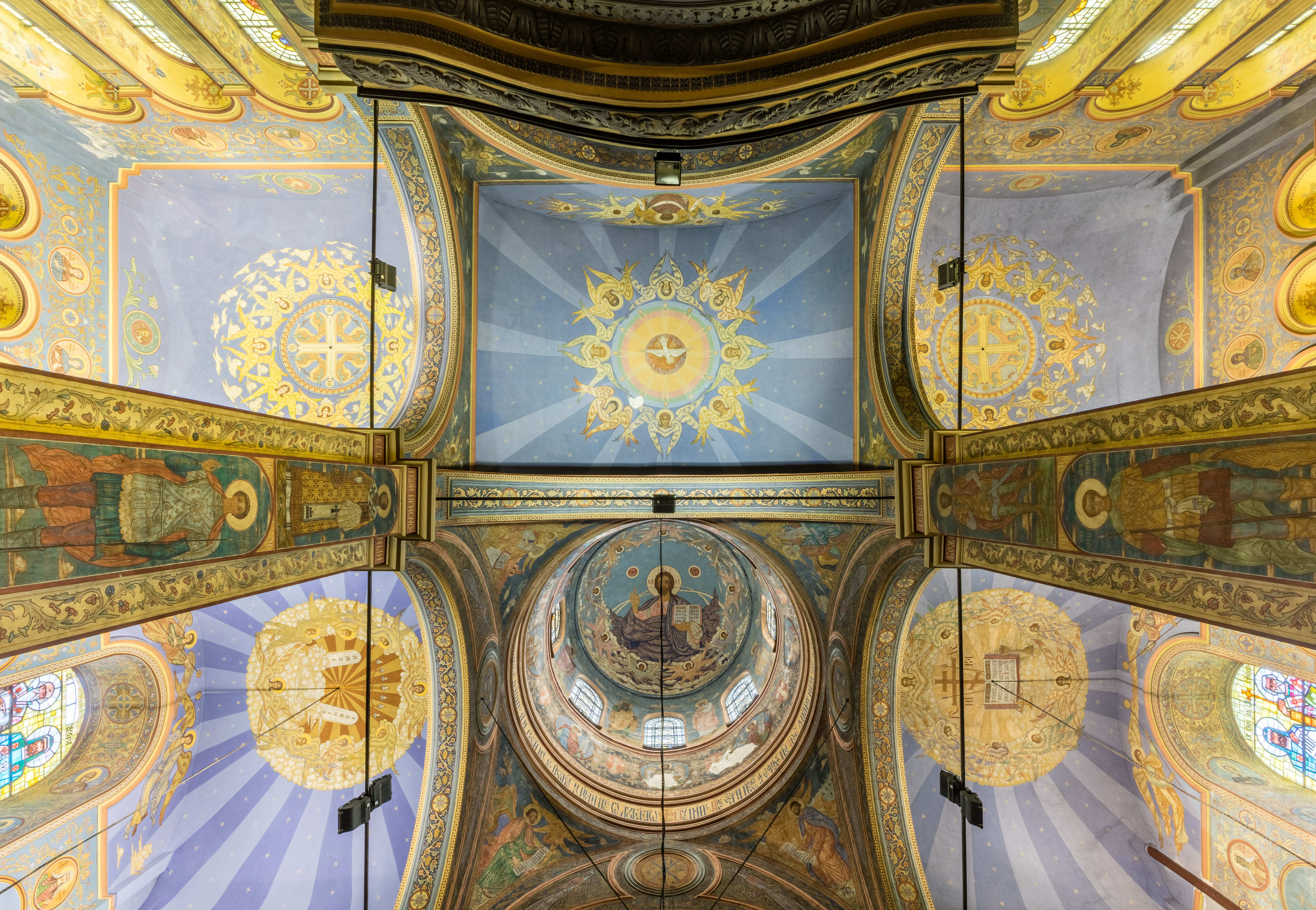
ドーム内観
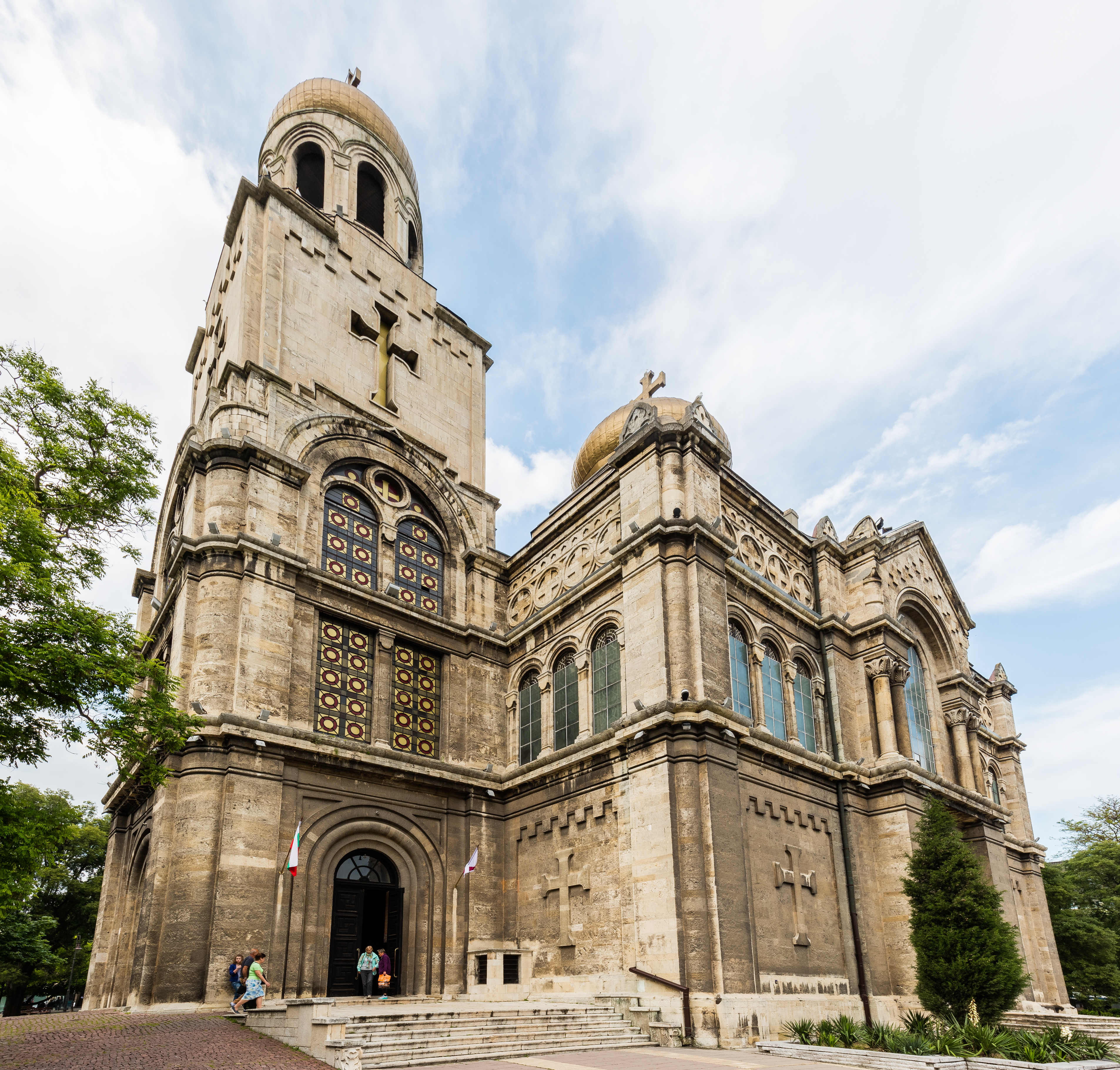
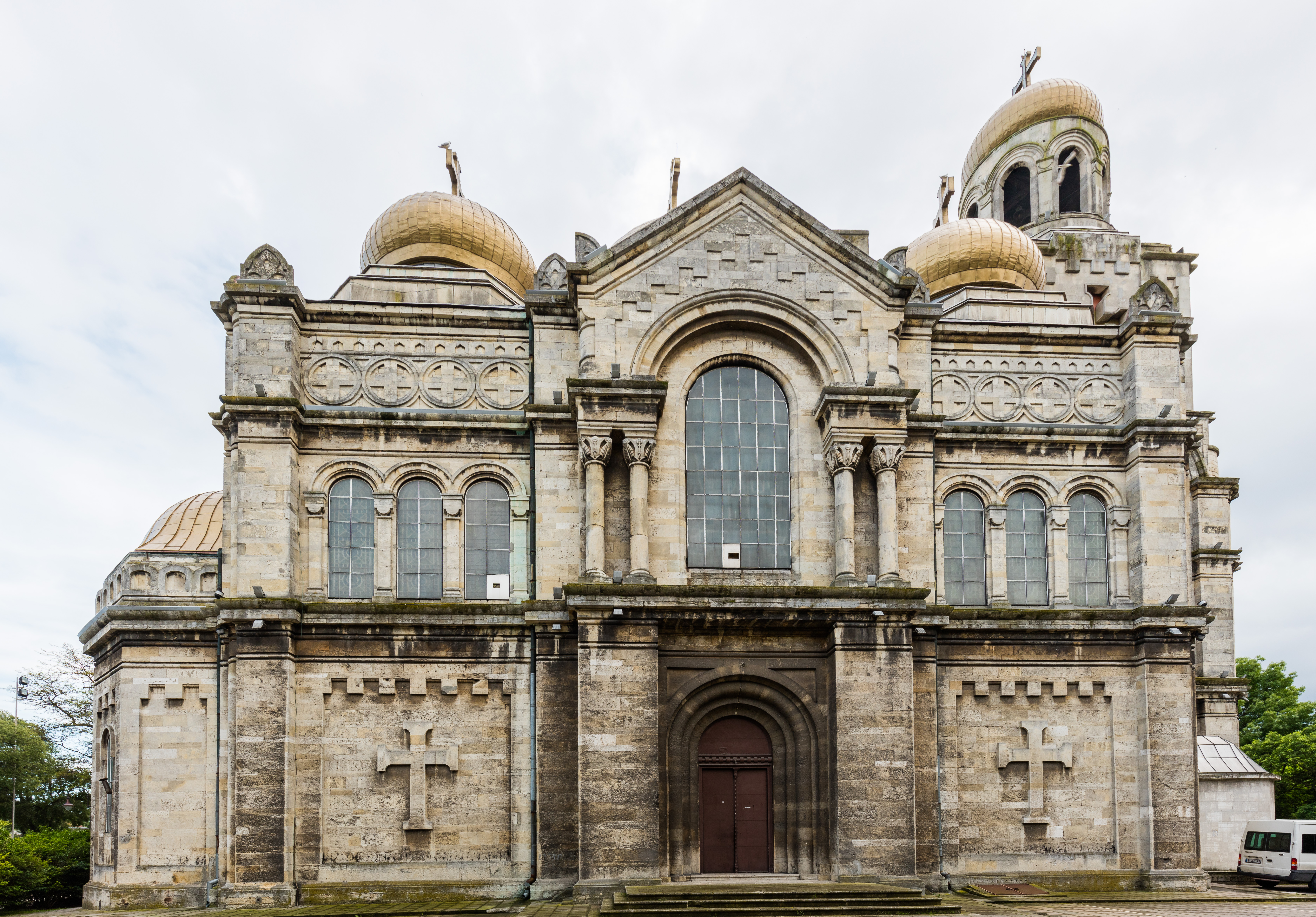
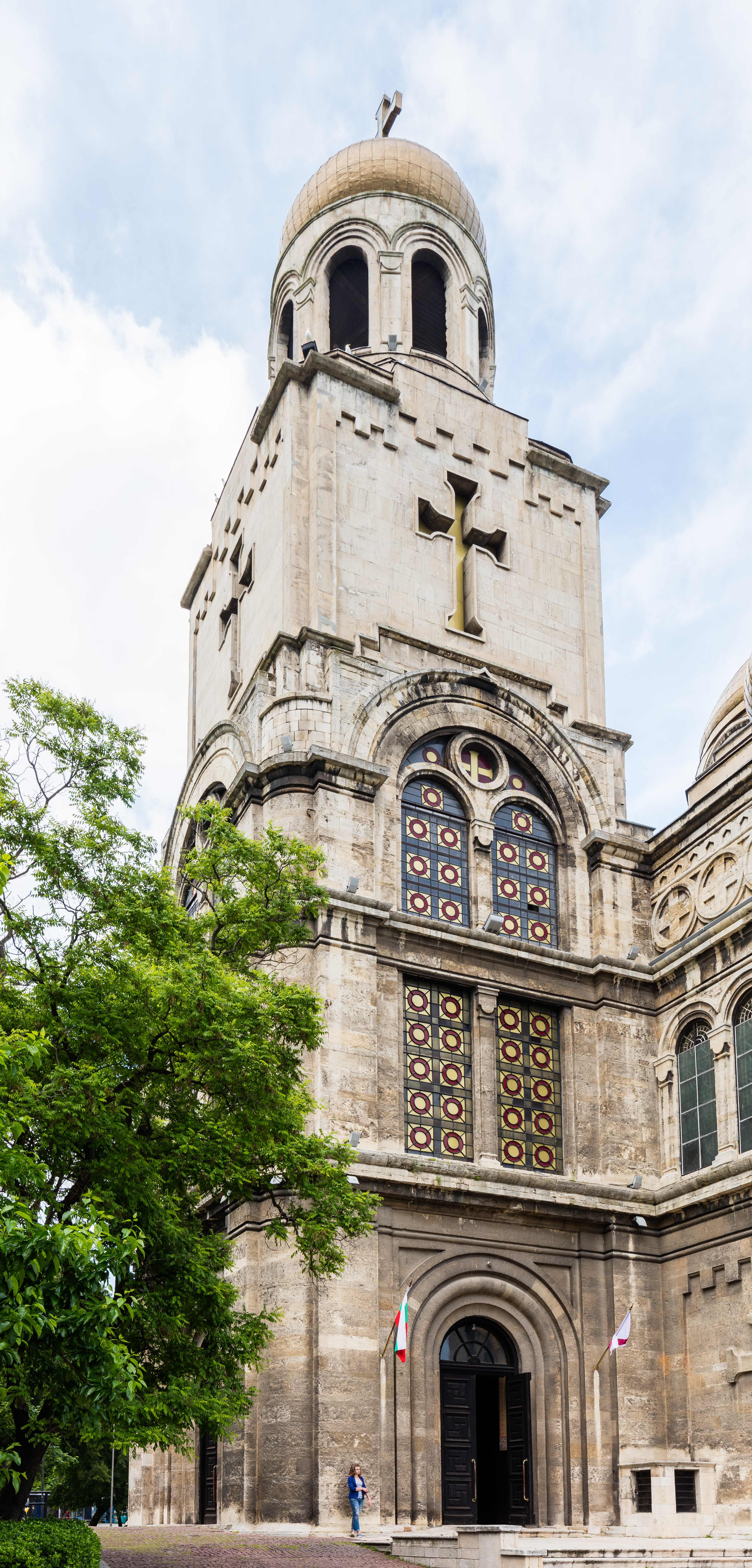